# کوزاگاوا، واکایاما
کوزاگاوا، واکایاما (به لاتین: Kozagawa, Wakayama) یک منطقهٔ مسکونی در ژاپن است که در استان واکایاما واقع شده‌است. کوزاگاوا  ۲٬۹۸۹ نفر جمعیت دارد.